# Diaphorina carissae
Diaphorina carissae (лат.) — вид полужесткокрылых насекомых-листоблошек рода Diaphorina из семейства Liviidae.

## Распространение
Южная Африка: ЮАР.

## Описание
Мелкие листоблошковые насекомые с прыгательными задними ногами.
Питаются соками растений, таких как Карисса
(семейство Кутровые, порядок Горечавкоцветные).
Вид был впервые описан в 1924 году американским энтомологом Франклином Петти (Franklin William Pettey, 1888- ?) под первоначальным названием Euphalerus carissae Pettey, 1924 и ранее относился к семейству Psyllidae. Diaphorina carissae включён в состав рода Diaphorina вместе с видами D. acokantherae (Pettey, 1924), D. aegyptiaca  Puton 1892, D. albomaculata  Capener, 1970, D. amoena  Capener, 1970, D. auberti  Hollis, 1987, D. bicolor  Capener, 1970, D. bikanerensis  Mathur 1975, D. bispinulata  Hollis, 1987, D. brevicornis  Pettey, 1933, D. brevigena  Heslop-Harrison, 1961 и другими.